# Yūta Koga
Yūta Koga (japanisch 古賀 友太 Koga Yūta; * 15. Juli 1999) ist ein japanischer Leichtathlet, der im Gehen antritt.

## Karriere
Bei der Sommer-Universiade 2019 wurde er Dritter im 20-km-Gehen und Sieger der Mannschaftswertung.
Er vertrat sein Land bei den Leichtathletik-Weltmeisterschaften 2023 in Budapest, wo er im 20-Kilometer-Gehen den 12. Platz belegte. Bei den Olympischen Sommerspielen 2024 wurde er Achter in dieser Disziplin.